# Perception
Perception betyder opfattelse af noget via sanserne.
Perception er vores opfattelse og fortolkning af det vi sanser.
Perceptionen er påvirket af gestaltlovene samt vores baggrund og forventninger.

## Objektperception
Objektperception er simpelthen vores opfattelse af ydre objekter. Den kan deles op i to.
Bottom-up processer er de informationer vi får fra sanserne og som kommer fra objekterne selv.
Top-down processer er de erfaringer, behov, forventninger og den viden, vi møder objekterne med.
Vi bruger især top-down processer, når noget står uklart (eksempelvis grundet tåge), og vi er nødt til at bruge vores viden til at slutte os til sammenhænge.

## Person-perception
Når det kommer til person-perception er førstehåndsindtrykket afgørende. Selvom vi siden hen får indtryk af eller informationer om personen, der ikke stemmer overens med førstehåndsindtrykket, vil vi have svært ved at undlade at falde tilbage til det.
Haloeffekten tilsiger, at vi med ganske få indtryk kan forme et indtryk af en anden person. Med få henholdsvis gode eller dårlige indtryk vil vi generalisere og sige, at personen overordnet set er god eller dårlig.
Rosenthal-effekten understreger, at vores forudgående opfattelse og fortolkning af en person ofte vil få karakter af en selvopfyldende profeti.
Psykologen Robert Rosenthal lavede et forsøg med en skoleklasse. En ny lærer, der på forhånd var blevet sat ind i, hvordan eleverne ”var”, kom ind i klassen. Eleverne var ret ensartede, men i løbet af skoleåret udviklede de elever, læreren på forhånd havde fået at vide var intelligente, sig i en positiv retning. Omvendt udviklede de elever, læreren på forhånd havde fået at vide var dårlige, sig negativt.
Her kan man sige, at lærerens forventninger, eller kognitive skemaer, blev overført til virkelighed.

## Stereotyper
Man taler om, at vi har stereotyper, altså faste personskemaer, sat op ud fra bestemte faktorer. Er personen fra en bestemt etnisk gruppe, klædt på en bestemt måde, i en bestemt aldersgruppe eller lignende, må vedkommende altså være på en bestemt måde.
Stereotyper gør os i stand til at agere i sociale sammenhænge, det letter kommunikationen, gør os særligt opmærksom på farer, og opretholder ikke mindst vores billede af verden.
Enhver sanseoplevelse eller fortolkning (perception), der afstedkommer en følelsesmæssig respons, er en projektion (et spejlbillede). Man ser noget i andre, som er i en selv.